# Воглер, Кристофер
Кристофер Воглер (англ. Christopher Vogler; род. 1949) — голливудский продюсер, наиболее известный как автор руководства для сценаристов «The Writer’s Journey: Mythic Structure for writers» (2007).

## Ранние годы
Родился в шт. Миссури. Изучал кинематографию в частной киношколе USC School of Cinematic Arts (SCA), где учился и Джордж Лукас.

## Карьера
Работал в компаниях Walt Disney, 20th Century Fox и Уорнер Бразерс. Преподавал в SCA, а также в филиале Калифорнийского университета. Является президентом компании Storytech Literary Consulting Компания была основана в 1999 году; вице-президент компании, Брэд Шрайбер, консультирует по написанию сценариев и книг, опираясь на методику Воглера.
Большое влияние на Воглера оказали работы Джозефа Кэмпбелла, в частности, Многоликий герой.
На основе разработок Кэмпбелла Воглер составил получившую впоследствии широкую известность 7-страничную инструкцию для голливудских сценаристов «Практическое руководство по многоликому герою» (англ. A Practical Guide to The Hero with a Thousand Faces). В дальнейшем эти же идеи были изложены в книге Воглера The Writer’s Journey: Mythic Structure For Writers.
По состоянию на 2017 год Кристофер Воглер продолжает преподавать свою методику по всему миру и ведет мастер-классы.